# المجمع العربي للإدارة والمعرفة
المجمع العربي للإدارة والمعرفة مؤسسة غير ربحية تأسست في بوفالو (نيويورك) في الولايات المتحدة الأمريكية.

## التأسيس
تأسس المجمع العربي للإدارة والمعرفة كمؤسسة غير ربحية في بوفالو (نيويورك) في الولايات المتحدة الأمريكية في 29 أيلول 1989، وتم تسجيله رسميًا في عمان - المملكة الأردنية الهاشمية بتاريخ 10 تموز 1990 تحت اسم المجمع العربي للإدارة. جاء تأسيس المجمع بدعوى من الأستاذ طلال أبوغزاله رئيس مجلس أمناء المجمع بعد أن تنبه الإداريون ورجال الأعمال في الوطن العربي منذ أمد إلى أهمية وخطورة دورهم، وأدركوا أيضا ضرورة تنسيق جهودهم لخدمة مجتمع الأعمال في بلدانهم، كما يعمل المجمع من خلال ثمانية عشرة خبير يمثله في البلدان العربية.

## أهداف المجمع
ويهدف المجمع إلى الارتقاء بالأبحاث والتنمية في مجال المعرفة والإدارة وإبقاء الأعضاء على اطلاع بآخر التطورات من خلال الدورات التدريبية وبرامج التأهيل والمنتديات والمؤتمرات والنشرات وغيرها من الأنشطة التي تقع في دائرة الاهتمام:
كما يهدف المجمع إلى:
- تقديم تدريب وتعليم يتميزان بالجودة العالية ويلبيان حاجات المجتمعات العربية.
- تطوير وتعزيز الأبحاث التي تتمتع بمستويات امتياز معترف بها.
- المساهمة بشكل فاعل في اقتصاد العالم العربي.

ويقدم المجمع كل من الخدمات التالية:
- عضوية أفراد ومؤسسات
- برامج تدريبية متنوعة
- شهادة مدير الجودة العربي المعتمد ACQM
- امتحان المنظمة العالمية للاختبار الموحد ISTO
- بالإضافة إلى مطبوعات المجمع مثل:

• قاموس أبو غزاله للمحاسبة والأعمال.
• دليل دوائر الأعمال إلى النظام التجاري العالمي.
• في خدمة الاقتصاد العربي (كلمات وأبحاث في الاقتصاد العربي الدولي).

## الشراكات والعضويات الدولية للمجمع
- معهد الجودة القانوني (CQI)
- لجنة الآيزو الفنية 176 للمقاييس والمواصفات العالمية (ISO TC 176)
- ائتلاف أسماء الانترنت متعددة اللغات (MINC)
- هيئة الإنترنت للأسماء والأرقام المخصصة (ICANN)
- النادي العربي للمعلومات (ARABCIN)

## الوصلات الخارجية
- موقع المجمع العربي للإدارة والمعرفة
- المجمع العربي للإدارة والمعرفة في دار الخليج